# Eurovegas
Eurovegas, conegut també com Eurovegas Madrid o Europa Vegas, va ser un projecte de complex turístic, joc i d'oci, que es pretenia ubicar al municipi d'Alcorcón —Comunitat de Madrid— i hauria estat explotat per la companyia estatunidenca Las Vegas Sands. L'empresa promotora esperava inaugurar una primera fase l'any 2016, cosa que l'hauria convertit en el tercer macrocomplex a obrir-se fora dels Estats Units d'Amèrica (després de Macau i Singapur). La finalització de les obres estava prevista per al 2022 i la inauguració final i oficial no s'hauria dut a terme fins al 2025 o 2026. El 13 de desembre del 2013, Las Vegas Sands Corp. va publicar una nota de premsa on anunciava que no continuaria amb el projecte. Inicialment s'havia estudiat la possibilitat que s'instal·lés a Catalunya, prop de Barcelona, però tanmateix l'opció va ser desestimada.

## Gestació del projecte

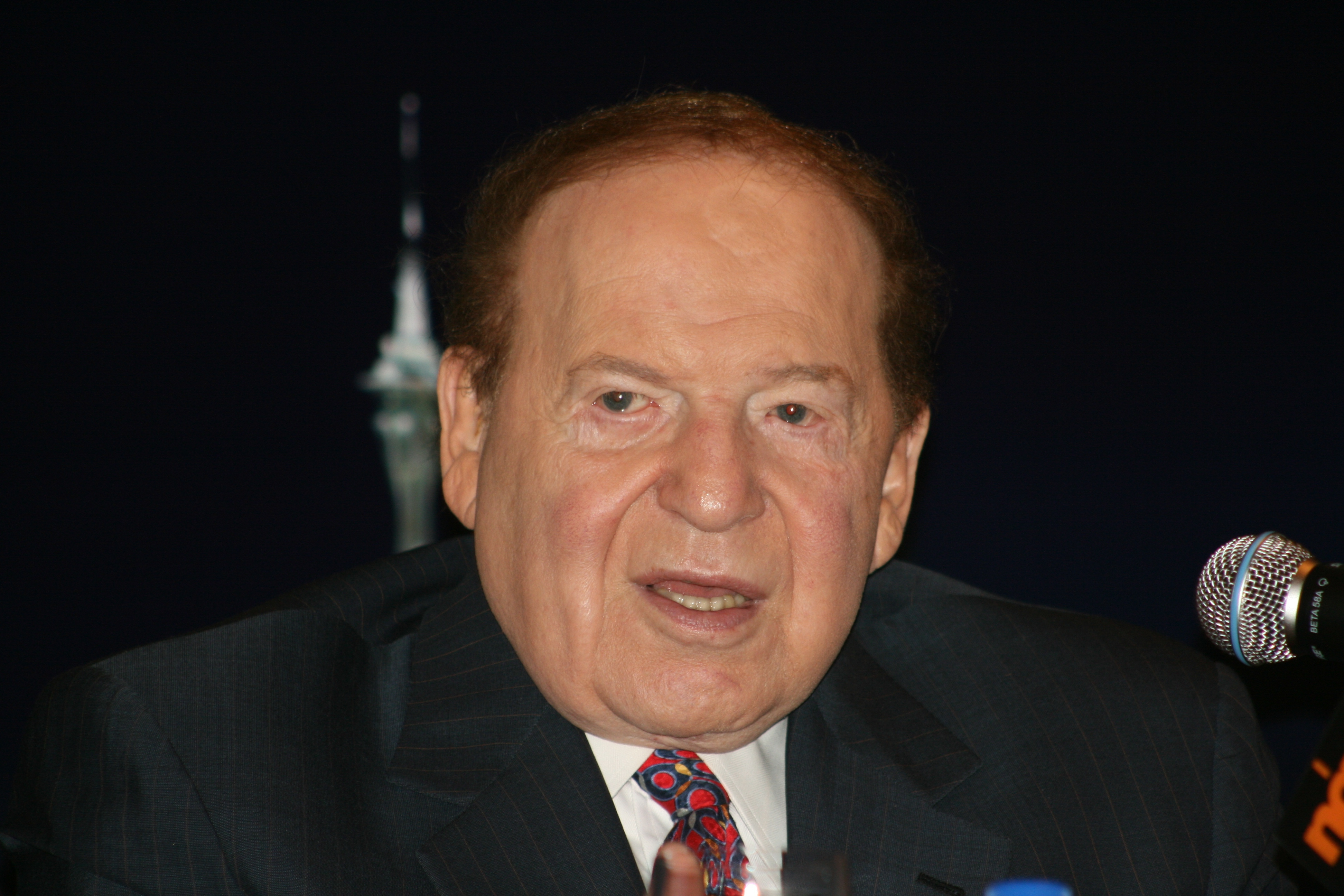
L'empresari nord-americà Sheldon Adelson i la seva empresa Las Vegas Sands van ser els promotors del projecte

L'empresari multimilionari estatunidenc Sheldon Adelson, director executiu de Las Vegas Sands, es va embarcar en el projecte amb la idea que l'alta taxa de desocupació present a Espanya n'asseguraria el suport actiu de les autoritats. L'empresa necessitava el beneplàcit per aconseguir diversos canvis en la legislació i privilegis, com ara l'autorització per a superar l'alçada màxima dels gratacels, facilitat per concedir visats a treballadors a ciutadans extracomunitaris, exempció de contribuir a la Seguretat Social durant dos anys o la disminució de l'impost al joc i dels tributs municipals.
L'agost del 2012 es va confirmar que Las Vegas Sands havia registrat a la Unió Europea el nom d'Europa Vegas per al seu nou projecte en territori espanyol. El setembre de 2012, l'empresa d'Adelson va rebutjar l'opció d'instal·lar el complex a Catalunya. Com a resposta, el conseller d'Economia de la Generalitat, Andreu Mas-Colell, va apostar per la construcció d'un macrocomplex de sis parcs temàtics, anomenat Barcelona World.
Esperanza Aguirre, presidenta de la Comunitat de Madrid fins al 2012, es va mantenir com a ferma defensora d'Eurovegas al llarg del període de gestació del projecte, i va mantenir certes discrepàncies amb el govern espanyol i amb el propi partit (Partit Popular) pel seu ferri posicionament a favor del projecte, que segons ella hauria solucionat el problema de l'atur a la regió i «hauria representat una palanca on recolzar la recuperació econòmica». Eurovegas va ser denominat com el «projecte estrella del mandat d'Aguirre». En el seu moment, va arribar a afirmar que «caldrà canviar les normes que necessitin ser canviades» i ja s'havia mostrat oberta a la modificació de la llei antitabac, per permetre fumar a l'interior dels casinos.  Després de la cancel·lació del projecte, malgrat admetre que el govern no podia acceptar les exigències del magnat nord-americà, va assegurar que li hauria «encantat» que el projecte no s'hagués «escapat» de Madrid.

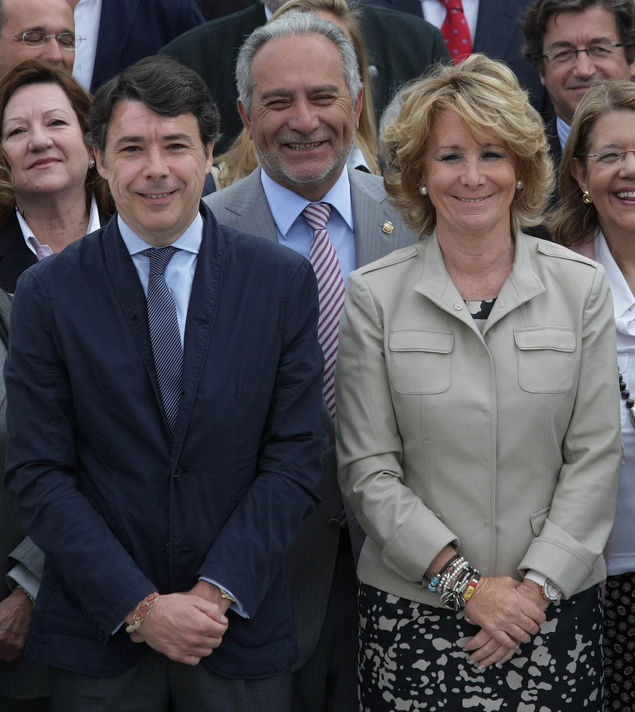
Ignacio González i Esperanza Aguirre, en un acte del PP de 2011.

El 8 de febrer de 2013, en una conferència de premsa a la seu del govern madrileny a la Puerta del Sol, el nou president de la Comunitat, Ignacio González (PP), acompanyat pel conseller delegat de Las Vegas Sands, Michael Leven, va anunciar als mitjans que la seu escollida seria Alcorcón. Els emplaçaments descartats havien estat Valdecarros (situat al sud-est de la capital) i uns terrenys a cavall entre Torrejón de Ardoz i Paracuellos de Jarama. Les tres candidates havien estat visitades pels representants de Las Vegas Sands el mes de juny de 2012.
Ignacio González va especificar que la voluntat dels inversors i de l'Executiu madrileny era posar la primera pedra del projecte abans d'acabar 2013 i que la primera de les tres fases del projecte estigués finalitzada el 2017. La previsió era que la tercera fase estigués llesta el 2022, tot i que la obertura no es produiria fins al 2025 o 2026. Segons el conseller delegat de Las Vegas Sands, el grup cobriria el 35% d'una inversió total —estimada en 18.000 milions d'euros— amb recursos propis i la resta, mitjançant crèdits finançats per bancs internacionals. Va informar-se que el complex Eurovegas hauria ocupat aproximadament 750 hectàrees, tindria dotze hotels —amb 3000 habitacions i més de 140 metres d'alçada cadascun—, sis casinos, tres camps de golf i de tennis, un pavelló amb capacitat per a 20.000 persones, centres de convencions i recintes firals, centres comercials i outlets, un circ, restaurants, balnearis, teatres i amfiteatres, zones destinades al turisme familiar de cap de setmana i zones verdes. La primera fase hauria comptat amb quatre resorts, que totalitzarien 12.000 habitacions d'hotel. També es va dir —el president madrileny va ser un dels que es va fer ressò de la xifra— que el complex hauria suposat la creació de més de 250.000 llocs de treball.
La Plataforma Eurovegas NO va anunciar aquell mateix dia que intensificaria les mobilitzacions, començant per una manifestació, aquella mateixa tarda, a la Puerta del Sol.

## Discrepàncies i desestimació del projecte
La creació d'un complex turístic va generar cert rebuig per part de la població madrilenya, amb la creació de la Plataforma Eurovegas No, que va convocar manifestacions a la capital en contra del projecte. El megaresort va ser qualificat com una mala còpia de la pel·lícula de Berlanga, Bienvenido, Mister Marshall. El PSOE madrileny va denunciar que el projecte hauria suposat el viratge des d'una economia basada en l'especulació urbanística a una centrada en el joc, el qual no suposaria un millor model econòmic; a més que comportaria problemes de seguretat als voltants, la proliferació de la prostitució a la zona i el risc que els casinos actuessin com un paradís fiscal. A més, les xifres estimatives de creació d'ocupació, vora un quart de milió de nous contractes laborals, es consideraven irreals i propagandístiques.
El 13 de desembre del 2013, Las Vegas Sands va comunicar al Govern la seva intenció de renunciar al macrocomplex d'Eurovegas, argumentant la seva decisió en el fet que Moncloa havia rebutjat les últimes peticions econòmiques. Les raons adduïdes pel govern van ser les peticions inassumibles d'Adelson, entre les quals destacaven que el govern espanyol assumís les pèrdues que es poguessin generar en el projecte, així com compensacions econòmiques si a meitat de projecte aquest no acabava veient la llum. El grup va confirmar en una nota de premsa que «no veiem un camí que pugui conduir a obtenir els criteris necessaris per tirar endavant aquest projecte». També s'afirma que, des de Brussel·les, es veia incompatible acceptar les propostes d'Adelson amb les pròpies regles de la Unió Europea.